# Tetramorium parasiticum
Tetramorium parasiticum  (лат.) — вид муравьёв рода Tetramorium из подсемейства мирмицины (Myrmicinae, Formicidae).

## Распространение
Афротропика. Вид известен только в южной Африке.

## Красная книга
Эти муравьи включены в «Красный список угрожаемых видов» (англ. IUCN Red List of Threatened Animals) международной Красной книги Всемирного союза охраны природы (The World Conservation Union, IUCN) в статусе Vulnerable D2 (таксоны в уязвимости или под угрозой исчезновения).